# Michael Greis
Michael Greis (Füssen, Njemačka, 18. kolovoza 1976.) je njemački biatlonac, trostruki pobjednik Zimskih olimpijskih igara. 
Vrhunac dosadašnje karijere Greis je imao na Zimskim olimpijskim igrama u Torinu 2006. godine kada je dominirao biatlonskim natjecanjima s dva pojedinačna zlata te jednim zlatom u štafeti.
Greisa su 2006. godine njemački novinari izabrali za njemačkog športaša godine. 1